# Municipio de North Fork (Minnesota)
El municipio de North Fork (en inglés, North Fork Township) es un municipio del condado de Stearns, Minnesota, Estados Unidos. Tiene una población estimada, a mediados de 2023, de 282 habitantes.
Abarca una zona exclusivamente rural.

## Geografía
Está ubicado en las coordenadas 45°32′35″N 95°4′7″O / 45.54306, -95.06861. Según la Oficina del Censo, tiene una superficie de 90.0 km², correspondientes en su totalidad a tierra firme.

## Demografía
Según el censo de 2020, en ese momento había 273 personas residiendo en la zona. La densidad de población era de 3.0 hab./km². El 97.07 % de los habitantes eran blancos, el 0.37 % era asiático, el 1.10 % eran de otras razas y el 1.47 % eran de una mezcla de razas. Del total de la población, el 3.30 % eran hispanos o latinos de cualquier raza.